# Filip Turek
Filip Turek (* 15. října 1985 Praha) je český politik, podnikatel, influencer a bývalý amatérský automobilový závodník, od července 2024 poslanec Evropského parlamentu za koalici hnutí Přísaha a strany Motoristé sobě s příslušností ke skupině Patrioti pro Evropu, od prosince 2024 čestný prezident Motoristů sobě.

## Život
Narodil se v Praze 15. října 1985.
Vystudoval obor užitá grafika na Střední soukromé umělecké škole designu. Studoval na Vysoké škole aplikovaného práva (Bc.). V červnu 2025 dokončil studium (Mgr.) na University College Prague a obhájil diplomovou práci, v níž se zabýval pohledy Václava Klause na americkou zahraniční politiku, vedoucím práce byl Jan Eichler.

### Zájmy
Je sběratelem oldtimerů, především britských značek Jaguar, Aston Martin, Rolls-Royce a Bentley. Od roku 2006 vede automobilový klub příznivců vozů značky Jaguar, který založil. V roce 2023 měl klub 3 členy.
Kromě automobilů se věnuje i střelbě, ve své sbírce zbraní má například Colt 1911 .45ACP a Desert Eagle 50AE po Ivanu Jonákovi. S tímto někdejším kontroverzním podnikatelem a svého druhu celebritou kriminálního podsvětí, odsouzenou k odnětí svobody za objednávku vraždy své manželky, se Turek přátelil po jeho propuštění z vězení v roce 2014 a finančně i psychicky mu pomáhal.
V letech 2015 až 2017 se účastnil formulových závodů v amatérských kategoriích D1 až D3 a F4. Celkem odjel 27 závodů, v roce 2017 zvítězil v sérii ESET F4 Trophy 2017, když jako jediný ze čtyř klasifikovaných účastníků odjel všechny závody. Povaha Turkových závodních úspěchů se později stala předmětem debaty na sociálních sítích. Datoví novináři Kateřina Mahdalová a Michal Škop v květnu 2025 publikovali svá zjištění, že Turkovy výhry byly v kategoriích, kde buďto závodil sám, nebo s jedním či dvěma soupeři, z toho s jedním amatérem a jedním dítětem, často závodících ve slabších vozech, a Turek většinou obsadil v závodě jednu z posledních či poslední příčku.

### Podnikání
V roce 2015 vydal vlastním nákladem publikaci Paraziti v nás, která traktuje kontroverzní léčebné metody a kterou sepsala jeho matka Eleni Turková, propagátorka homeopatie. Druhé vydání knihy publikovala v roce 2017 jedna z jeho firem Zapper-Club. Během pandemie covidu-19 se táž společnost, v níž byl do srpna 2023 jediným společníkem a do února 2022 jedním ze dvou jednatelů, angažovala v nabízení pochybných „imunitních“ balíčků. Před touto společností varovala Státní zemědělská a potravinářská inspekce. Svou roli v těchto aktivitách Turek odmítal.
Turek byl šest let (2016–2022) členem statutárního orgánu ezoterického obchodu Zapper-Club s.r.o. Tento obchod prodával přístroj Zapper, který měl na základě generování „frekvencí“ ničit parazity a mikroby, a údajně i léčit rakovinu. Funkčnost přístroje ovšem nebyla nijak fyzikálně podložena, za což dostala tato firma anticenu Stříbrný Bludný balvan od Českého klubu skeptiků Sisyfos, a kritici tvrdili, že se jednalo o klasický podvod na nemocných lidech. Filip Turek se obvinění brání tím, že obchod měl být údajně jeho sestry a on s ním neměl nic společného, ač byl šest let jednatelem, tedy osobou podle práva zodpovědnou za konání dané právnické osoby.
V červenci 2024 Turek jako poslední z českých europoslanců zveřejnil povinné prohlášení o soukromých zájmech. Podle něj inkasoval měsíčně asi 125 tisíc korun jako jednatel ve společnosti Art of Performance a stejnou částku od společnosti Transgas. Dále měl bezplatně vykonávat funkce prezidenta Jaguar Clubu a ambasadora Západočeské asociace romských podnikatelů. Podle Hospodářských novin však zmíněné firmy Art of Performance a Transgas vykazovaly v příslušném období jen zanedbatelné příjmy, proto HN považovaly jeho osobní příjmy z nich za překvapivé. Sám Turek však tvrdil, že obě společnosti si již vedou ekonomicky lépe, Transgas měl mimo jiné vydělávat na tržbách z prodeje jeho autobiografické knihy Hranatá legenda, která byla vydána v roce 2024. V dalším prohlášení přiznal příjmy ve výši 10 000 eur za konzultace v oblasti automotive, na což upozornila a kritizovala Transparency International jako problematický střet zájmů.
Stavební úřad městské části Praha 15 řešil nepovolenou část stavby na pozemku Filipa Turka, kterou v roce 2024 prováděl v souvislosti se schválenou rekonstrukcí zahradního domku v městské části Praha-Dubeč. Turek tvrdil, že jde o nouzové zajištění západního svahu, podle zpráv však rostl na pozemku nový objekt, zřetelně větší než původní zahradní domek. K tomu, zda nedocházelo k nepovolenému rozšíření původního objektu, se Filip Turek nevyjádřil.

### Politické působení
Od roku 2022 se věnuje komentování politiky, spolupracuje s internetovou televizí VOX TV, kde vystupuje v pořadu Po žních k Turkovi, a také na Xaver Live v pořadu Přísně tajné.
Ve volbách do Evropského parlamentu v červnu 2024 kandidoval jako lídr kandidátky koalice „Přísaha a Motoristé“. Kandidoval jako nestraník, jeho navrhující stranou byla Přísaha. Ve volbách získal europoslanecký mandát a celkem 152 196 preferenčních hlasů, tedy druhý nejvyšší počet mezi kandidáty. Koalice Přísahy a Motoristů měla i nejmladší voliče ze všech kandidátek. Jejich průměrný věk byl 38 let. V Evropském parlamentu zasedl ve frakci Patrioti pro Evropu a je členem výboru pro životní prostředí, veřejné zdraví a bezpečnost potravin, dále pak také výboru pro průmysl, výzkum a energetiku a výboru pro vnitřní trh a ochranu spotřebitelů.
Turek v době volební kampaně opakovaně vulgárně kritizoval politiky a veřejně známé osoby. Mimo jiné třeba předsedkyni Evropské komise Ursulu von der Leyenovou, moderátorku Veroniku Sedláčkovou, političku Danuši Nerudovou a další. Pochod Prague Pride Turek označil jako pochod deviantů, který poškozuje všechny „normální homosexuály“.
Dne 19. září 2024 se Filip Turek stal v rámci Evropského parlamentu delegátem pro vztahy s Íránem a Střední Asií. Několik dní po 10. říjnu se na íránském velvyslanectví setkal s velvyslancem Sajídem Madžídem Bašim, což Turek odůvodnil seznamováním s diplomatickým prostředím; s Bašim podle svých slov diskutoval o geopolitice a možnostech vzájemného porozumění mezi ČR a Íránem. O schůzce informovala Sabina Slonková z projektu Neovlivní.cz, která upozornila, že k ní došlo několik dní po návštěvě íránského velvyslance v Institutu Václava Klause. Tam se Baši setkal s Václavem Klausem, který dříve vyjádřil podporu Motoristům. Výkonný ředitel Institutu Václava Klause Jiří Weigl řekl, že „je obvyklou tradicí, že cizí velvyslanci po svém nástupu ze své iniciativy absolvují i zdvořilostní návštěvu u bývalého prezidenta republiky“. Baši se stal velvyslancem v září 2022, více než 2 roky před schůzkou.
V prosinci 2024 byl Turek na kongresu Motoristů sobě zvolen čestným prezidentem strany, ačkoliv není jejím členem.
Koncem roku 2024 podala bývalá Turkova partnerka trestní oznámení, v němž ho vinila z letitého fyzického i psychického týrání, vyhrožování střelnou zbraní a znásilnění, které ji měly údajně přivést až k pokusu o sebevraždu. K předmětným událostem mělo dojít o 15 až 20 let dříve, skutky by tak mohly být již promlčené. V červnu 2025 podle mluvčího Obvodního státní zastupitelství na Praze 4 Aleše Cimbaly probíhalo prvotní prověřování. Když byla tehdy záležitost zveřejněna, Turek nařčení odmítl a označil je za „politicky motivované obviňování a snahu o vytvoření mediálního lynče před volbami“. V červenci 2025 zveřejnil server Page Not Found e-maily údajně pocházející od Turka, ve kterých podle novinářů přiznává fyzické násilí vůči své bývalé partnerce, v textech měl Turek například napsat: „Já tě bil ze žárlivosti…“.
V dubnu 2025 sdílel Turek na sociálních sítích fotografii, podle něj údajně pořízenou na dálnici v Německu, na níž tachometr jeho oldtimeru ukazoval rychlost vyšší než 200 kilometrů za hodinu. Případ začalo prověřovat policejní prezidium a spis postoupilo do Plzeňského kraje, kvůli podezření, že povolenou rychlost europoslanec překročil na dálnici D5. Turkův čin povzbudil jeho příznivce, kteří rovněž publikovali záznamy své rychlé jízdy, což se setkalo s další kritikou ze strany médií a osobností. Aby zamezil stupňování rozčilení ve společnosti, Turek své následovatele vyzval, aby v tomto způsobu podpory ustali. Po měsíci Turek potvrdil, že vysokou rychlostí nejel se svým mercedesem po dálnici v Německu, jak původně tvrdil, ale skutečně v Česku, na úseku D5. V srpnu 2025 však městský úřad v Rokycanech, kterému byl případ Policí ČR předán, případ odložil, protože se mu nepodařilo porušení zákona prokázat.
V květnu 2025 Turek po několika měsících spekulací potvrdil, že bude kandidovat v podzimních volbách do Poslanecké sněmovny, a to jako lídr kandidátní listiny Motoristů sobě ve Středočeském kraji.

## Názory

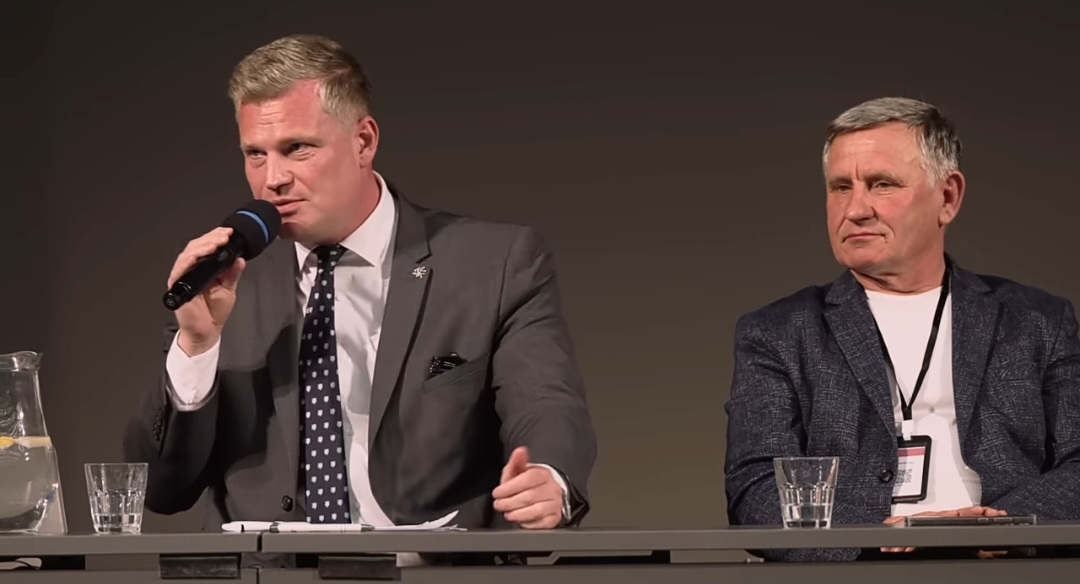
Filip Turek a senátor Jiří Čunek (Konzervativní kemp, Seč, 10. května 2025)

Vystupuje proti přijetí eura, systému dotací, omezení práva veta v EU, zákazu výroby a prodeje aut se spalovacími motory po roce 2035 a migračnímu paktu EU.
Podle Turka je posílení jednotlivých národních států nejlepším způsobem, jak zachovat evropskou diverzitu a uchovat kulturu, jazyk a místní tradice.[chybí lepší zdroj] Nepodporuje vystoupení České republiky z Evropské unie, protože podle něj 80 % českého vývozu míří do členských států EU a vystoupení z EU by znamenalo „ekonomickou sebevraždu“.
Podle Turka jednoznačně dochází ke změně klimatu a naše planeta se otepluje, částečně vlivem člověka, ale nemyslí si, že změna je v moci EU, protože členské státy Evropské unie se na celosvětové emisi skleníkových plynů podílí pouze z menší části. Unijní Zelená dohoda pro Evropu je dle jeho názoru sociální inženýrství, které povede ke zničení evropského průmyslu a jeho přesunu do Číny. Jako přijatelné ekologické regulace vidí emisní normu Euro 5, boj proti odlesňování a ochranu vodních toků nebo ovzduší od člověku nebezpečných látek. V pořadu 360° prohlásil, že „Klimatická změna je aktuální, ale rozhodně ji neodvrátíme tím, že zničíme evropskou ekonomiku.“
Vystupuje proti Zelené dohodě pro Evropu (European Green Deal) a proti masové imigraci do Evropy. Vyjádřil obavu, že Green Deal by mohl vést k likvidaci českého průmyslu. Podle Turka neúspěšný přechod na výrobu elektromobilů by mohl zničit evropský automobilový průmysl. Ve svém projevu před europarlamentem Turek prohlásil, že evropský „automobilový průmysl tvoří 7 % HDP EU a poskytuje 13,8 milionu pracovních míst. Green Deal to všechno ohrožuje.“
Instituce Evropské unie přirovnal k politbyru z dob Sovětského svazu. Uvedl, že nestojí o hlasy komunistů. Podpořil italského politika Mattea Salviniho, kterého označil za prvního celoevropsky známého bojovníka proti řízené masové migraci, která má likvidovat Evropu.
Prohlásil, že soucítí s napadenou Ukrajinou, ale podporuje diplomatické řešení konfliktu a rychlé dosažení dlouhodobého příměří, které by mohl vyjednat nově zvolený americký prezident Donald Trump, a které by zabránilo dalším územním ztrátám Ukrajiny a zbytečným ztrátám na lidských životech. Podle Turka „Kompromis není prohra, prohra by bylo dalších sto tisíc mrtvých.“ Obává se, že dodávky raket dlouhého doletu k útokům na Rusko zvýší riziko vypuknutí třetí světové války.[chybí lepší zdroj]
V červenci 2022 uvedl v rozhovoru v televizi VOX TV, že má židovské i arabské přátele a Izrael považuje za našeho strategického partnera, ale zároveň se vyjádřil kriticky k dlouhodobému chování Izraele vůči Palestincům. Podpořil dvoustátní řešení izraelsko-palestinského konfliktu. V rozhovoru také kritizoval ruskou invazi na Ukrajinu.

### Obvinění zpropagace nacismu
V červnu roku 2024 během vrcholící kampaně do Evropského parlamentu byla předmětem debaty jeho možná náklonnost k nacistické ideologii. V minulosti například jezdil ve svém voze v helmě se starořeckým symbolem (tzv. meandrem), znakem později rozpuštěné ultrapravicové strany Zlatý úsvit, ale i s insigniemi eskadry Jagdgeschwader 27 nacistické Luftwaffe. Michal Berg, spolupředseda Zelených, rovněž na svém blogu uvedl, že Turek Zlatý úsvit na sociálních sítích také propagoval, což podpořil screenshotem Turkova facebookového příspěvku z roku 2016. Objevily se Turkovy fotografie jízdy vozem se zdviženou pravicí, připomínající nacistický pozdrav. V televizní diskuzi uvedl, že vlastní různé sběratelské předměty, mezi nimi některé s nacistickými symboly, mimo jiné má prý také SS dýku po otci. Zveřejněnými snímky se začala zabývat policie. Byly také zveřejněny snímky jeho facebookových komentářů mezi lety 2013 až 2018, v nichž Adolfa Hitlera nazývá zlatým tatíčkem, nebo píše, že vždy tankuje 88 litrů pohonných hmot. Róbert Šlachta, předseda Přísahy, formálně Turkův politický šéf v kampani do EU parlamentu, hajlování odbyl (jen „zvedal tlapku“).
Turek se ve své kampani od těchto excesů distancoval jako od „hříchů mládí“, za které „by si nejraději nafackoval“, a vysvětlil je jako „blbý černý humor“ s tím, že k nacismu nikdy neinklinoval. Předseda Motoristů Petr Macinka uvedl, že „Filip Turek opravdu není nácek. A nikdy žádným náckem nebyl. A nikdy nic takového nepropagoval. To, že má někdo pitomý způsob humoru, je druhá věc.“ Aaron Günsberger z Židovské obce v Praze natočil video na podporu Turka, ve kterém kritizoval snahu dělat z Turka nacistu.
V lednu 2025, během inaugurace Donalda Trumpa jako prezidenta USA, vystoupil Elon Musk s projevem, při němž několikrát zvedl pravici. Následující den Filip Turek sdílel fotografii z této události společně se snímkem, kde dříve sám zvedal pravici v automobilu, a doplnil komentář: „Nadcházející prezident ČR se zdraví s viceprezidentem USA.“ Předseda Motoristů Petr Macinka k situaci uvedl, že šlo o žert.